# Mohnia mohni
Mohnia mohni är en snäckart som beskrevs av Friele 1879. Mohnia mohni ingår i släktet Mohnia och familjen valthornssnäckor. Inga underarter finns listade i Catalogue of Life.